# Wahlergebnisse der Stadt Herford
In den folgenden Listen werden die Wahlergebnisse der Stadt Herford, einer ostwestfälischen Stadt in Nordrhein-Westfalen aufgelistet.

## Wahlen zum Rat der Stadt Herford
Der Herforder Stadtrat hat in der aktuellen Wahlperiode 44 Mitglieder. Hinzu kommt der Bürgermeister als Ratsvorsitzender.
Die Diagramme veranschaulichen die Ergebnisse der Stadtratswahl 2020.
Die Tabelle zeigt die Zusammensetzung des Stadtrates und die Kommunalwahlergebnisse seit 1975.
| Rat der Stadt Herford: Wähleranteil und Gemeinderäte seit 1975 | Rat der Stadt Herford: Wähleranteil und Gemeinderäte seit 1975 | Rat der Stadt Herford: Wähleranteil und Gemeinderäte seit 1975 | Rat der Stadt Herford: Wähleranteil und Gemeinderäte seit 1975 | Rat der Stadt Herford: Wähleranteil und Gemeinderäte seit 1975 | Rat der Stadt Herford: Wähleranteil und Gemeinderäte seit 1975 | Rat der Stadt Herford: Wähleranteil und Gemeinderäte seit 1975 | Rat der Stadt Herford: Wähleranteil und Gemeinderäte seit 1975 | Rat der Stadt Herford: Wähleranteil und Gemeinderäte seit 1975 | Rat der Stadt Herford: Wähleranteil und Gemeinderäte seit 1975 | Rat der Stadt Herford: Wähleranteil und Gemeinderäte seit 1975 | Rat der Stadt Herford: Wähleranteil und Gemeinderäte seit 1975 | Rat der Stadt Herford: Wähleranteil und Gemeinderäte seit 1975 | Rat der Stadt Herford: Wähleranteil und Gemeinderäte seit 1975 | Rat der Stadt Herford: Wähleranteil und Gemeinderäte seit 1975 | Rat der Stadt Herford: Wähleranteil und Gemeinderäte seit 1975 | Rat der Stadt Herford: Wähleranteil und Gemeinderäte seit 1975 | Rat der Stadt Herford: Wähleranteil und Gemeinderäte seit 1975 | Rat der Stadt Herford: Wähleranteil und Gemeinderäte seit 1975 | Rat der Stadt Herford: Wähleranteil und Gemeinderäte seit 1975 | Rat der Stadt Herford: Wähleranteil und Gemeinderäte seit 1975 | Rat der Stadt Herford: Wähleranteil und Gemeinderäte seit 1975 |
| --- | -------------------------------------------------------------- | -------------------------------------------------------------- | -------------------------------------------------------------- | -------------------------------------------------------------- | -------------------------------------------------------------- | -------------------------------------------------------------- | -------------------------------------------------------------- | -------------------------------------------------------------- | -------------------------------------------------------------- | -------------------------------------------------------------- | -------------------------------------------------------------- | -------------------------------------------------------------- | -------------------------------------------------------------- | -------------------------------------------------------------- | -------------------------------------------------------------- | -------------------------------------------------------------- | -------------------------------------------------------------- | -------------------------------------------------------------- | -------------------------------------------------------------- | -------------------------------------------------------------- | -------------------------------------------------------------- |
| | CDU                                                            | CDU                                                            | SPD                                                            | SPD                                                            | Bündnis 90/Die Grünen                                          | Bündnis 90/Die Grünen                                          | FDP                                                            | FDP                                                            | Die Linke                                                      | Die Linke                                                      | Liste 2004                                                     | Liste 2004                                                     | Bürger für Herford                                             | Bürger für Herford                                             | Partei Rechtsstaatlicher Offensive                             | Partei Rechtsstaatlicher Offensive                             | UWG HBB1                                                       | UWG HBB1                                                       | Gesamt                                                         | Gesamt                                                         | Wahl- beteiligung                                              |
| Wahlperiode | %                                                              | Mandate                                                        | %                                                              | Mandate                                                        | %                                                              | Mandate                                                        | %                                                              | Mandate                                                        | %                                                              | Mandate                                                        | %                                                              | Mandate                                                        | %                                                              | Mandate                                                        | %                                                              | Mandate                                                        | %                                                              | Mandate                                                        | %                                                              | Gesamtanzahl der Sitze im Rat                                  | %                                                              |
| 1975–1979 | 49,25                                                          | 25                                                             | 43,96                                                          | 23                                                             |                                                                |                                                                | 6,78                                                           | 3                                                              |                                                                |                                                                |                                                                |                                                                |                                                                |                                                                |                                                                |                                                                |                                                                |                                                                | 100                                                            | 51                                                             | 85,77                                                          |
| 1979–1984 | 49,60                                                          | 25                                                             | 44,46                                                          | 23                                                             | 5,94                                                           | 3                                                              | 100                                                            | 51                                                             | 73,13                                                          |                                                                |                                                                |                                                                |                                                                |                                                                |                                                                |                                                                |                                                                |                                                                |                                                                |                                                                |                                                                |
| 1984–1989 | 48,13                                                          | 25                                                             | 38,98                                                          | 21                                                             | 9,32                                                           | 5                                                              | 3,57                                                           | 0                                                              | 100                                                            | 51                                                             | 69,43                                                          |                                                                |                                                                |                                                                |                                                                |                                                                |                                                                |                                                                |                                                                |                                                                |                                                                |
| 1989–1994 | 43,58                                                          | 23                                                             | 41,89                                                          | 22                                                             | 7,18                                                           | 3                                                              | 6,41                                                           | 3                                                              | 100                                                            | 51                                                             | 66,48                                                          |                                                                |                                                                |                                                                |                                                                |                                                                |                                                                |                                                                |                                                                |                                                                |                                                                |
| 1994–1999 | 46,04                                                          | 24                                                             | 42,43                                                          | 23                                                             | 8,17                                                           | 4                                                              | 3,29                                                           | 0                                                              | 100                                                            | 51                                                             | 80,83                                                          |                                                                |                                                                |                                                                |                                                                |                                                                |                                                                |                                                                |                                                                |                                                                |                                                                |
| 1999–2004 | 54,08                                                          | 27                                                             | 35,28                                                          | 18                                                             | 5,84                                                           | 3                                                              | 4,80                                                           | 2                                                              | 100                                                            | 50                                                             | 53,52                                                          |                                                                |                                                                |                                                                |                                                                |                                                                |                                                                |                                                                |                                                                |                                                                |                                                                |
| 2004–2009 | 40,47                                                          | 18                                                             | 36,84                                                          | 16                                                             | 8,49                                                           | 4                                                              | 6,64                                                           | 3                                                              | 5,31                                                           | 2*                                                             | 2,25                                                           | 1*                                                             | 100                                                            | 44                                                             | 48,71                                                          |                                                                |                                                                |                                                                |                                                                |                                                                |                                                                |
| 2009–2014 | 37,42                                                          | 17                                                             | 34,83                                                          | 15                                                             | 9,88                                                           | 4                                                              | 8,68                                                           | 4                                                              | 4,40                                                           | 2*                                                             | 3,32                                                           | 1                                                              | 1,47                                                           | 1                                                              |                                                                |                                                                | 100                                                            | 44                                                             | 47,95                                                          |                                                                |                                                                |
| 2014–2020 | 39,10                                                          | 17                                                             | 36,02                                                          | 16                                                             | 11,10                                                          | 5                                                              | 2,76                                                           | 1                                                              | 5,11                                                           | 2                                                              | 1,17                                                           | 1                                                              | 4,74                                                           | 2                                                              | 100                                                            | 44                                                             | 47,08                                                          |                                                                |                                                                |                                                                |                                                                |
| 2020–2025 | 33,09                                                          | 15                                                             | 32,08                                                          | 14                                                             | 16,46                                                          | 7                                                              | 4,35                                                           | 2                                                              | 4,6                                                            | 2                                                              | 3,03                                                           | 1                                                              | 3,9                                                            | 2                                                              | 1,82                                                           | 1                                                              | 100                                                            | 44                                                             | 48,06                                                          |                                                                |                                                                |
| Prozentanteile gerundet. Quellen: Landesdatenbank NRW; Landesbetrieb Information und Technik Nordrhein-Westfalen *Eine Abgeordnete der Liste 2004 verließ die Fraktion im November 2005. Die Partei Rechtsstaatlicher Offensive löste sich im Jahr 2007 auf, der Abgeordnete trat der CDU bei. Eine Abgeordnete der Linken wechselte im September 2009 zur SPD-Fraktion. 1Unabhängige Wählergemeinschaft „Herforder Bürger-Bündnis“ |                                                                |                                                                |                                                                |                                                                |                                                                |                                                                |                                                                |                                                                |                                                                |                                                                |                                                                |                                                                |                                                                |                                                                |                                                                |                                                                |                                                                |                                                                |                                                                |                                                                |                                                                |

Nach der Wahl bildeten CDU und SPD eine große Koalition. Im Juli 2024 wurde bekannt, dass diese seitens der SPD aufgekündigt wurde.

## Wahlen zum Landtag Nordrhein-Westfalen
Herford gehörte seit 2017 zum Landtagswahlkreis Herford I – Minden-Lübbecke III.

## Wahlen zum Deutschen Bundestag
Herford gehört zum Bundestagswahlkreis Herford – Minden-Lübbecke II.